# 庫里亞奇夫卡 (斯瓦托韋區)
49°38′50″N 38°41′31″E / 49.64722°N 38.69194°E
庫里亞奇夫卡（烏克蘭語：Курячівка）是位於烏克蘭東部的村莊，由盧甘斯克州斯瓦托韋區的比洛庫拉基內市鎮負責管轄。該村處於比拉河畔，始建於1789年，面積3.31平方公里，海拔高度91米，2001年人口653。